# Cnodocentron tchaturbhuja
Cnodocentron tchaturbhuja är en nattsländeart som beskrevs av Schmid 1982. Cnodocentron tchaturbhuja ingår i släktet Cnodocentron och familjen Xiphocentronidae. Inga underarter finns listade i Catalogue of Life.